# Роувен Геннінгс
Роувен Геннінгс (нім. Rouwen Hennings, нар. 28 серпня 1987, Бад-Ольдесло) — німецький футболіст, нападник клубу «Фортуна».
Виступав, зокрема, за клуби «Санкт-Паулі», «Карлсруе СК»  та «Бернлі», а також молодіжну збірну Німеччини.

## Клубна кар'єра
Вихованець «Гамбурга», проте в першій команді так і не зіграв жодного матчу, виступаючи з 2005 року лише за резервну команду у Регіоналлізі, в якій провів два сезони, взявши участь у 51 матчі чемпіонату.
У сезоні 2007/08 років виступав на правах оренди за «Оснабрюк» у Другій Бундеслізі, після чого перейшов у «Санкт-Паулі». За підсумками сезону 2009/10 зайняв з командою другу місце у Другій Бундеслізі і кваліфікувався в першу Бундеслізу, в якій у наступному сезоні і дебютував, зігравши у 16 матчах, проте клуб зайняв останнє 18 місце і покинув еліту. Загалом відіграв за гамбурзький клуб три з половиною сезони своєї ігрової кар'єри.
У січні 2012 року він був знову відданий в оренду в клуб Третьої ліги «Оснабрюк».
У червні 2012 року уклав контракт з іншим клубом третього дивізіону «Карлсруе СК», якому в першому ж сезоні допоміг зайняти перше місце і підвищитись у класі. У сезоні 2014/15 Геннінгс з 17 голами у 27 матчах став найкращим бомбардиром Другої Бундесліги і допоміг команді зайняти 3-тє місце, що давала право зіграти плей-оф за вихід у Бундеслігу. У першому матчі проти «Гамбурга» (1:1) Геннінгс знову забив гол, проте у матчі-відповіді в екстратаймі «Карлсруе» поступився 1:2 і не зміг підвищитись у класі.
В серпні 2015 року приєднався до складу англійського клубу «Бернлі». У першому сезоні німець встиг відіграти за клуб з Бернлі 26 матчів в Чемпіоншипі, за результатами якого клуб зайняв перше місце і вийшов до Прем'єр-ліги.

## Виступи за збірну
Протягом 2006—2009 років залучався до складу молодіжної збірної Німеччини. На молодіжному рівні зіграв у 21 офіційному матчі, забив 13 голів.

## Досягнення

### Командні
- Переможець Третьої ліги Німеччини: 2012/13
- Переможець англійського Чемпіоншипу: 2015/16

### Індивідуальні
- Найкращий бомбардир Другої Бундесліги: 2014/15 (17 голів)